# Lewan Kenia
Lewan Kenia, gruz. ლევან ყენია (ur. 18 listopada 1990 w Tbilisi) – gruziński piłkarz, grający na pozycji pomocnika, reprezentant kraju.

## Kariera piłkarska

### Kariera klubowa
Jego pierwszym klubem w karierze było Dinamo Tbilisi, skąd przeszedł do Lokomotiwi. Oficjalnie dołączył do Schalke 04 Gelsenkirchen w 2008 roku. Po wygaśnięciu kontraktu 14 lipca 2012 podpisał 2,5-letni kontrakt z Karpatami Lwów. W końcu czerwca 2013 przeszedł do Fortuny Düsseldorf.

### Kariera reprezentacyjna
W reprezentacji zadebiutował 8 września 2007 roku w meczu z Ukrainą. Jak dotąd rozegrał 19 spotkań i strzelił 3 bramki (m.in. 28 maja 2008 z Estonią i 20 sierpnia 2008 z Walią).

## Ciekawostki
- Mierzy 1,68 cm.
- Jest bratankiem byłego pomocnika reprezentacji Gruzji i m.in. Samsunsporu i SC Freiburg, a obecnie trenera Lokomotiwi Tbilisi – Giorgi Kiknadze[3].